# Inflo
Дін Джозая Кавер (англ. Dean Josiah Cover, нар. 4 червня 1988, професійно відомий як Inflo) — англійський продюсер, автор пісень та мультиінструменталіст. Він очолює колективний проєкт R&B-музики Sault, який ставить на перший план чорношкіру тематику.

## Кар'єра
У 2014 році британський рок-гурт The Kooks працював з Інфло над своїм четвертим студійним альбомом Listen після того, як фронтмен Люк Прітчард знайшов його через SoundCloud. Прітчард назвав Inflo «молодим Квінсі Джонсом», та захопився сміливістю та концептуальністю Inflo у його продюсуванні. 2016 року Inflo працював з Максом Джурі, Томом Оделлом, та Майклом Ківанукою, працюючи з останнім над його визнаною критиками дебютною роботою Love & Hate, за яку він отримав нагороду за найкращу пісню в музичному та ліричному плані на Ivor Novello Awards з піснею «Black Man in a White World».
У 2020 році Inflo виступив автором пісень і продюсером (разом з Danger Mouse) третього студійного альбому Майкла Ківануки Kiwanuka, який отримав Mercury Prize 2020 року, а також номінацію (як продюсер) за Найкращий рок-альбом на 63-й щорічній церемонії вручення премії «Ґреммі». Того ж року він також виграв премію Айвора Новелло за найкращий альбом за роботу над альбомом Grey Area співачки Little Simz.
[[
У 2021 році Inflo продюсував альбоми Little Simz Sometimes I Might Be Introvert та Cleo Sol Mother, а також працював над п'ятим альбомом Sault Nine і долучився до написання трьох пісень четвертого студійного альбому Адель 30, який приніс йому другу номінацію на «Ґреммі» в категорії «Альбом року» (як автор пісень/продюсер).
30 вересня 2021 року Inflo було оголошено переможцем відомої британської премії MPG (Гільдія музичних продюсерів) у номінації «Продюсер року». 8 лютого 2022 року Inflo був оголошений «Продюсером року» на церемонії вручення премії Brit Awards 2022, ставши першим темношкірим, який отримав цю нагороду з моменту заснування премії Brit Awards у 1977 році.

## Особисте життя
Inflo одружений зі співачкою та колегою по гурту Sault — Cleo Sol, і в 2021 році у них народилася перша дитина.